# NGC 667
NGC 667 (другие обозначения — ESO 477-2, PGC 6418) — линзообразная галактика (S0) в созвездии Кит. Открыта Франком Муллером в 1886 году. Описание Дрейера: «очень тусклый, маленький объект круглой формы, в 100 секундах дуги к северо-западу видна звезда 10-й величины».
Этот объект входит в число перечисленных в оригинальной редакции «Нового общего каталога». Во второй версии Индекс-каталога указаны исправленные координаты относительно указанных в Новом общем каталоге.
NGC 667 появляется в фильме Стар Трек вместе с NGC 321, однако изображает там не галактику, а планету.